# کروتونه (شهر)
شهر  کروتونه (به ایتالیایی: Crotone) با جمعیت ۶۰٬۹۳۶ نفر  در ناحیه کالابریا در کشور ایتالیا واقع شده‌است.